# Hollænderi
|  | "Hollænder" kan have flere betydninger, se Hollænder |
Hollænderi er en ældre betegnelse på en kvægbesætning, der væsentligst består af køer, som holdes for mælkeproduktionens skyld. Begrebet bliver normalt forbundet med mejeridrift på herregårde.

## Historie
Hollænderier går tilbage til 1500-tallet, hvor indvandrede hollændere forpagtede hovedgårdenes kvægbesætninger i Holsten og det østlige Slesvig. Fra hertugdømmerne bredte denne drift sig til de kongerigske egne af riget, og allerede før år 1600 fandtes der et hollandsk ledet mejeribrug på Bønnedgård på Falster. På Sjælland er det ældst kendte hollænderi fra 1652 på Gammel Køgegård med 100 køer. Efter 1660 skete der hurtigt en stigning og spredning af mejeridriften. En medvirkende årsag til mejeribrugets fremme var, at der netop omkring 1640 var en krise for studehandelen, hvorfor en omlægning til hollænderi delvist kunne modvirke indkomsttabet.
For godserne betød hollænderidriften en ny og ekstra indkomstkilde. Således påhvilede de ofte ridefogeden i forbindelse med dennes regnskabsføring at holde øje med, at hollænderen, det vil sige mejeriforpagteren, overholdt sine forpligtelser. Betydningen af denne drift for godsets økonomi kan belyses ved at se på køernes rolle i den samlede kvægbesætning. Således havde Broksø, hvor der var ansat en mejeriforpagter og en mejerske i 1722/23 2 hingste, 5 rideheste, 11 hopper, 8 tyre, 136 stude, 167 køer, 14 kvier og 5 kalve, det vil sige, at både studehandel og hollænderi spillede en stor rolle i godsets økonomi og drift. Hollænderierne synes at have være særligt talrige og store på Sjælland, hvor København som hovedstad og købstæderne aftog betydelige mængder af det smør og den ost, som hollænderierne fremstillede. Også smør fra Fyn blev solgt til høje priser ligesom fynsk ost, omend holstensk ost blev solgt til endnu højere priser.
Under landboreformerne udviklede hollænderierne sig betydeligt, ikke mindst på Fyn, hvorimod studeholdet var aftagende. Mange større godser havde besætninger på 150-200 malkekøer, og samtidig blev indført holstensk kvæg, til dels også anglerkvæg, hvilket bevirkede en større mælkeproduktion, der kunne omdannes til smør og ost. Det er beregnet, at en ko kunne yde 25 kg smør om året, og at der kunne produceres 1 kg ost af 5 kg mælk fra herregårdskøer. Herregårdenes produktion gik fortrinsvis til købstæderne, mens bønder overvejende solgte deres produktion til nærmeste købstad, hvor de kunne konkurrere i kraft af lavere salgspriser.